# Antonio Ferri
Antonio Ferri (Norcia, Úmbria, 5 d'abril de 1912 - Long Island, 28 de desembre de 1975) era un científic italià, destacat en el camp de l'aerodinàmica, amb una especialització de vol hipersònic i supersònic.
Nascut l'any 1912 a Norcia, Itàlia, des del 1937 va dur a terme una investigació a Guidonia Montecelio, on es feia la recerca més avançada pel que fa a l'aerodinàmica d'alta velocitat. Entre les tasques que va dur a terme hi havia experiments espectaculars els anys 1939 i 1940 amb túnels aerodinàmics supersònics.
Durant la Segona Guerra Mundial, al període de la República socialista italiana (o la República Salò), tres dies després que el Nazisme alemany ocupés Roma el 10 de setembre, de 1943, Ferri va tornar al refugi de Guidonia, va destruir el material, va omplir un bagul amb documents, va amagar la seva dona i família a prop de la seva casa als Apenins (des d'on després es van traslladar cap a un poble pesquer de la mar Adriàtica), i va unir-se amb un grup de guerrilla anti-Feixista. Finalalment, va anar a Roma després de la seva alliberació pels Aliats, on va establir contacte amb el representant de l'Oficina de Serveis Estratègics (OSS), Moe Berg, i va començar a treballar amb ell traduint documents clau del bagul, i també transmetent el seu coneixement de les fites de la ciència alemanya durant la guerra.
En el decurs de la guerra les instal·lacions de Guidonia van quedar destruïdes. L'any 1944, Ferri va anar al destacat centre de recerca americana, el Comitè Nacional Consultiu d'Aeronàutica (NACA), a Langley, Virgínia, on va continuar essent la figura més important en aquest camp.
En el període de postguerra, va estudiar l'ús del perfil aerodinàmic per a una aeronau d'alta velocitat i va desenvolupar el mètode Schlieren Flow Visualization de previsió de l'impacte d'ona de xoc en les ales d'una aeronau. Llavors, va redirigir el problema de l'escut tèrmic, el de la dinàmica termofluïda hipersònica, aplicant-los a l'estudi dels reactors supersònics i hipersònics. També va dur a terme estudis importants en els camps dels reactors de combustió supersònica i de calor aerodinàmica de les aeronaus d'alta velocitat. En totes aquestes àrees va fer contribucions clau per l'avenç de l'enginyeria aeroespacial.
Ferri va morir l'any 1975 a Long Island, Nova York, EUA.